# Sphelodon phoxopteridis
Sphelodon phoxopteridis är en stekelart som först beskrevs av Weed 1888.  Sphelodon phoxopteridis ingår i släktet Sphelodon och familjen brokparasitsteklar. Inga underarter finns listade i Catalogue of Life.